# التاج في أخلاق الملوك
التاج في أخلاق الملوك هو كتاب في الأدب والبلاغة للجاحظ يتحدث حول الدخول على الملوك، ومطاعمتهم، ومنادمتهم، وفي صفات الندماء وما يجب للملوك عند الرعية من حسن الأدب، في حالتي الهزل والجد، ولا يفوت الجاحظ، خلال ذلك، أن يذكر صنوفاً من الأحاديث، وألواناً من الطرائف، يستمدها من التاريخ العربي حيناً، ومن تاريخ الفارس أحياناً، متحدثاً عن أخلاق الملوك والشعوب، على اختلاف ديارها، محاولاً بعد كل حديث أن يضع الخطوط العامة، بصورة غير مباشرة، للأدب الاجتماعي الرفيع.